# Route B7 (Chypre)
Pour les articles homonymes, voir B7 et Route B7.
La route B7 est une route chypriote reliant Paphos à Polis,.

## Tracé
- Paphos
- Mesogi
- Tsada
- Stroumpi (en)
- Giolou (en)
- Skoúlli
- Karamoúllides
- Chrysochou (en)
- Polis